# Союз ТМА-10
«Союз ТМА-10» — российский пассажирский транспортный космический корабль, на котором осуществлён 34-й пилотируемый полёт к Международной космической станции. Корабль стартовал с Байконура 7 апреля 2007 года в 17:31:09 UTC. Спускаемый аппарат вернулся на Землю 21 октября 2007 года в 10:35:49 UTC.

## Экипаж старта
- Командир корабля — Фёдор Юрчихин  Россия (2-й полёт).
- Бортинженер-1 — Олег Котов  Россия (1-й полёт).
- Участник космического полёта — Чарльз Симони (англ. Charles Simonyi)  Венгрия /  США (1-й полёт), пятый космический турист.

## Дублирующий экипаж
- Командир корабля — Роман Романенко .
- Бортинженер-1 — Михаил Корниенко .

## Экипаж возвращения
- Командир корабля — Фёдор Юрчихин .
- Бортинженер-1 — Олег Котов .
- Участник космического полёта — Шейх Музафар Шукор  Малайзия, первый космонавт Малайзии.

## Описание полёта
Программой полёта предусматривалась стыковка корабля «Союз ТМА-10» с Международной космической станцией (МКС) и замена экипажа 14-й долговременной экспедиции МКС.
27 сентября 2007 выполнил перелёт длительностью 27 минут для перестыковки от модуля от модуля «Заря» МКС на кормовой стыковочный узел модуля «Звезда»; на борту находились космонавты Ф. Юрчихин и О. Котов и астронавт НАСА К. Андерсон, одетые в российские скафандры «Сокол».
21 октября 2007 года корабль «Союз ТМА-10» приземлился в 340 км западнее города Аркалык (Казахстан). На Землю вернулись члены 15-й долговременной экспедиции МКС Фёдор Юрчихин и Олег Котов. Вместе с ними вернулся на Землю первый космонавт Малайзии Шейх Музафар Шукор, который прибыл на станцию на корабле «Союз ТМА-11». Корабль совершил посадку по неуправляемой баллистической траектории.